# Wietingsmoor
Koordinaten: 52° 43′ 53″ N, 8° 38′ 18″ O
Das Wietingsmoor ist ein etwa 50 km² großes Moorgebiet im niedersächsischen Landkreis Diepholz. Es befindet sich im Herzen des Naturraums Diepholzer Moorniederung in der nordwestdeutschen Tiefebene und erstreckt sich auf einer Länge von über 20 km zwischen den Orten Twistringen im Norden und Wagenfeld im Süden.

## Landschaft
Das Wietingsmoor ist eine abwechslungsreiche Hochmoorlandschaft, die u. a. durch Torfabbau, Landwirtschaft und Kultivierung in großem Umfang verändert, teilweise aber auch noch gut erhalten bzw. wiederhergestellt worden ist. Dabei spielten seine Größe, die späte Besiedlung des Raumes (um etwa 1900) und Erhaltungsbemühungen nach dem Zweiten Weltkrieg eine entscheidende Rolle.
Durch umfangreiche Renaturierungs- und Pflegemaßnahmen ist das Gebiet auch für Besucher interessant, die im Süden zwei Aussichtstürme und ausgewiesene Wanderwege vorfinden. Von hier aus lässt sich u. a. die Vogelwelt mit der jahreszeitlichen Kranichrast erleben (im Herbst bis zu 25.000 Vögel/Tag).

## Gliederung und Schutzgebiete
Das Wietingsmoor wird grob in drei Teilbereiche – nördliches, mittleres und südliches Wietingsmoor – gegliedert. Die Kreisstraße 43 zwischen Scharrel (Ortslage in Eydelstedt) und Wehrbleck bildet ungefähr die Grenze zwischen dem nördlichen und dem mittleren Wietingsmoor. Bei Freistatt verläuft die Bundesstraße 214 im Bereich zwischen dem mittleren und dem südlichen Wietingsmoor. Letzteres wird auch Neustädter Moor genannt.
Im Wietingsmoor sind mehrere Naturschutzgebiete (NSG) und Landschaftsschutzgebiete (LSG) ausgewiesen:
- Im nördlichen Wietingsmoor liegen das NSG Nördliches Wietingsmoor und das LSG Nördliches Wietingsmoor.
- Im Übergangsbereich zum mittleren Wietingsmoor liegen das NSG Sprekelsmeer, das LSG Sprekelsmeer, das LSG Weddigeloh sowie Teile des LSGs Scharrel und Bargeloh.
- Im mittleren Wietingsmoor liegen das NSG Freistätter Moor und das NSG Mittleres Wietingsmoor.
- Im südlichen Wietingsmoor liegen die vier NSG Neustädter Moor, Neustädter Moor II, Neustädter Moor-Regenerationsgebiet und Wiesengebiet Neustädter Moor sowie Teile des LSGs Langer Berg.

Außerdem gehören weite Teile des Wietingsmoors zur Gebietskulisse des europäischen Schutzgebietsnetzes Natura 2000. Im nördlichen und mittleren Bereich besteht das FFH-Gebiet DE-3217-331 Wietingsmoor und im südlichen Bereich ist das FFH-Gebiet DE-3317-301 Neustädter Moor ausgewiesen. Beide Gebiete umfassen jeweils ganz oder teilweise die zuvor genannten Natur- und Landschaftsschutzgebiete. Das insgesamt deutlich größere EU-Vogelschutzgebiet DE-3418-401 Diepholzer Moorniederung erstreckt sich ebenfalls über Teile des Wietingsmoores.

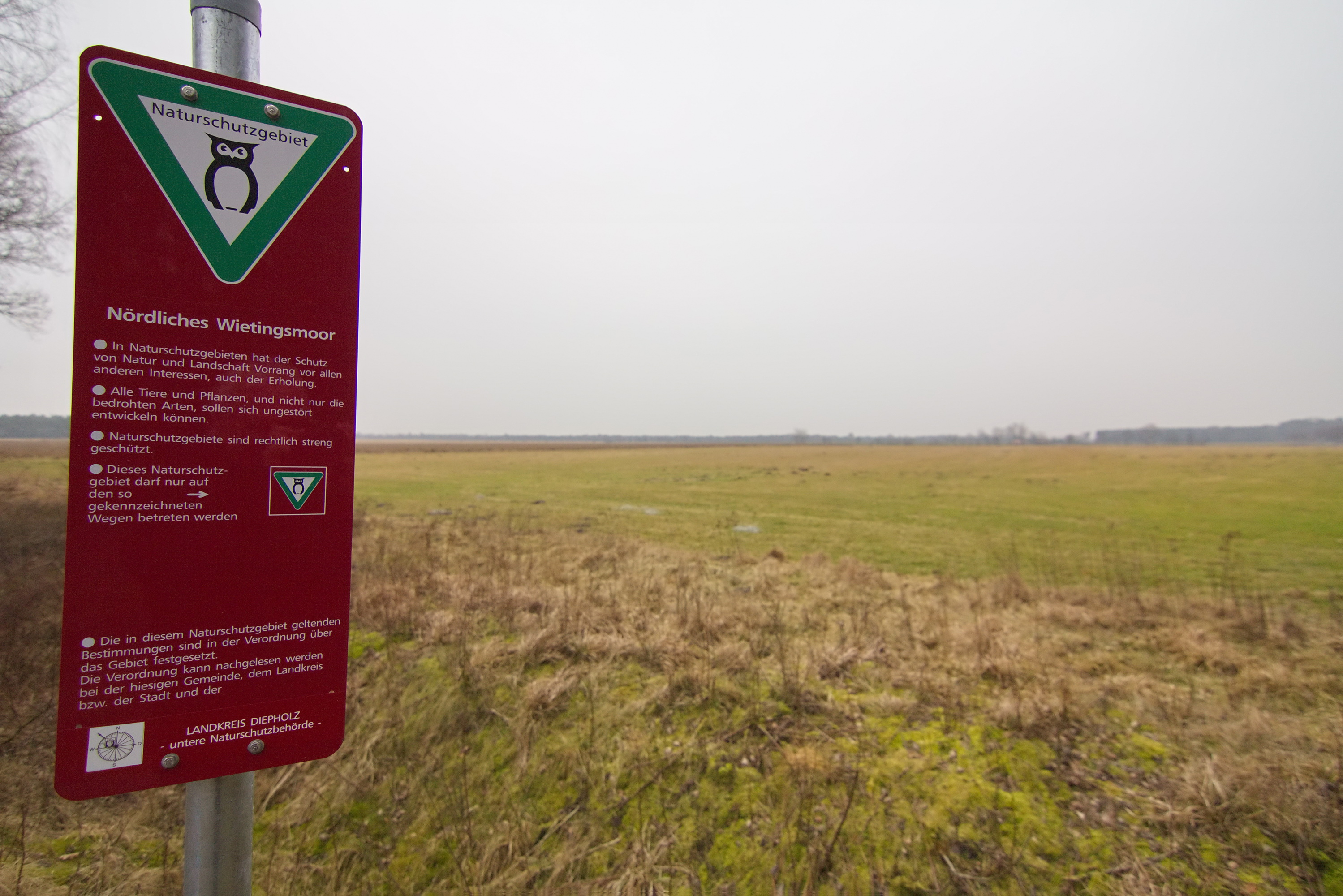
NSG Nördliches Wietingsmoor
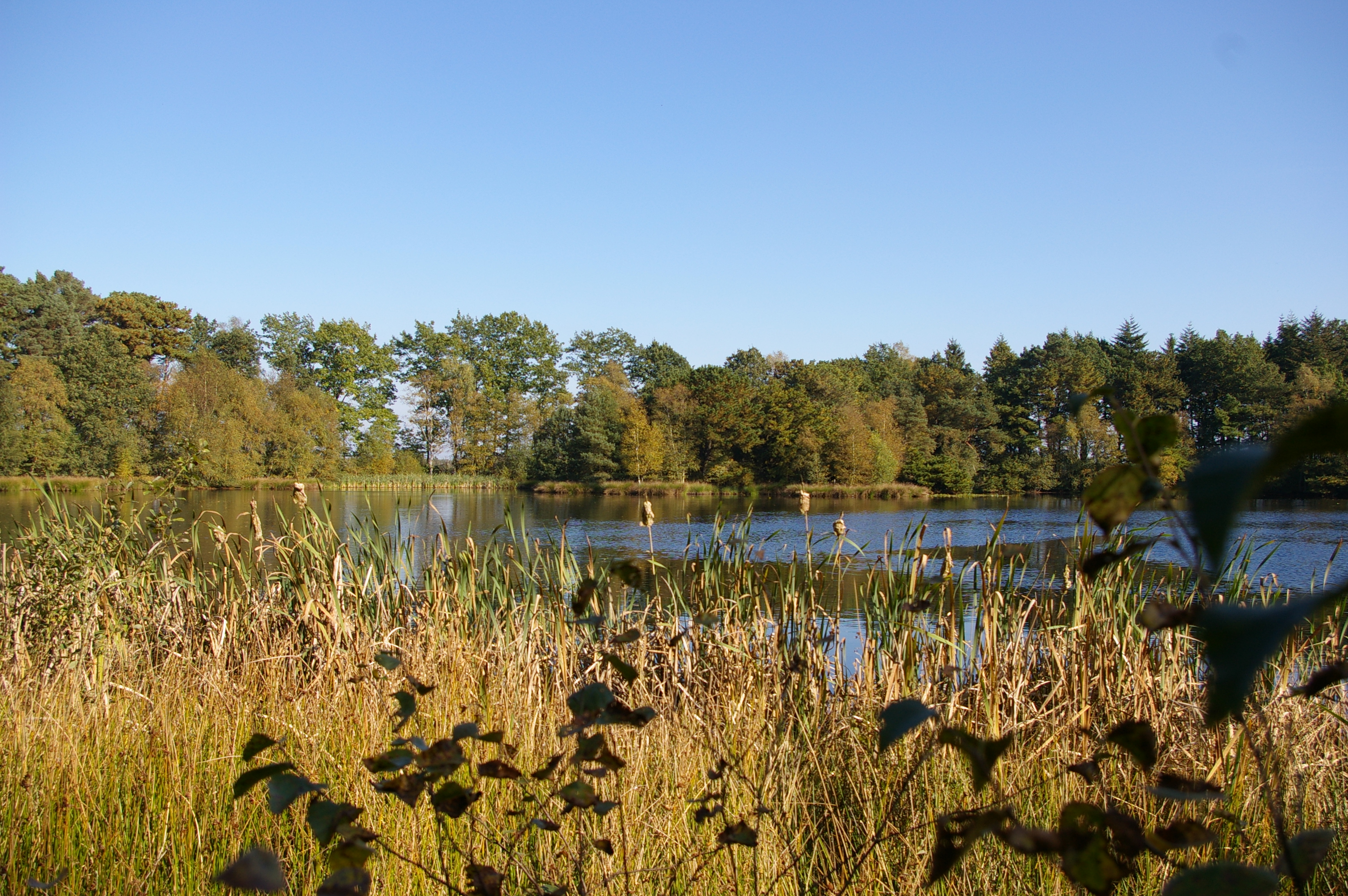
NSG Sprekelsmeer
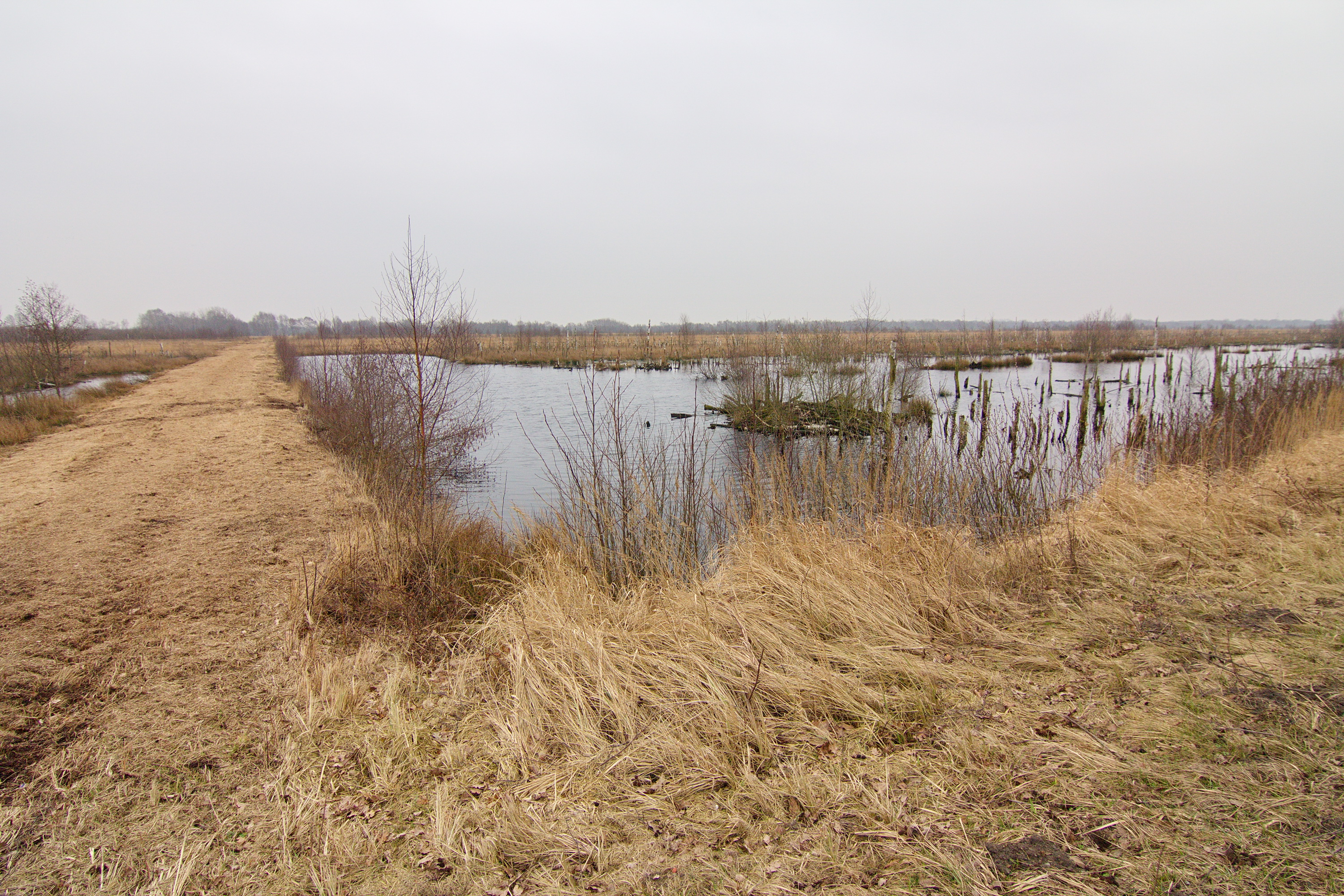
NSG Freistätter Moor (vorne) und NSG Mittleres Wietingsmoor (hinten)
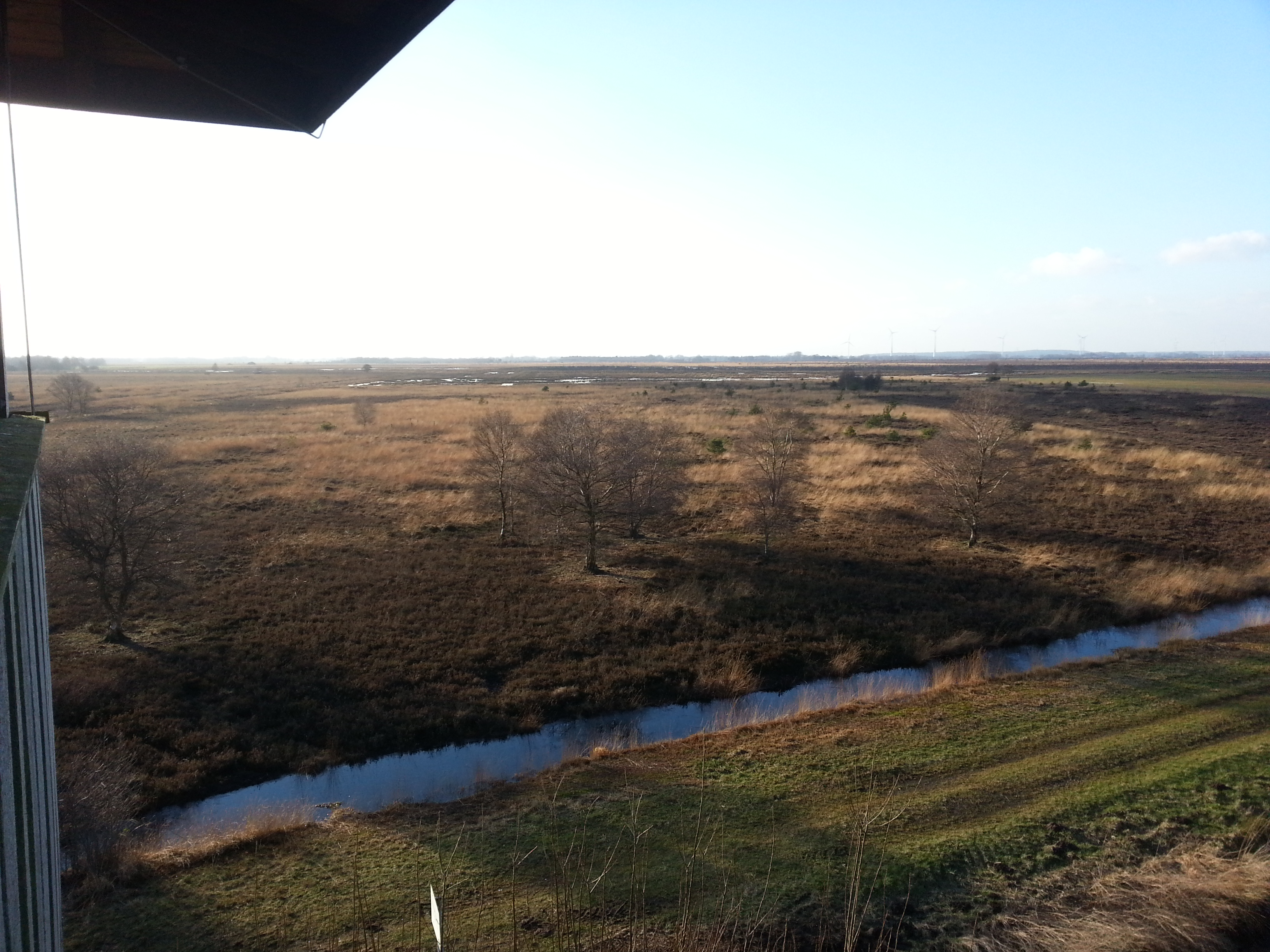
NSG Neustädter Moor, Blick vom Aussichtsturm